# Коммутация пакетов
Коммутация пакетов (англ. packet switching) — способ динамического распределения ресурсов сети связи за счёт передачи и коммутации оцифрованной информации в виде частей небольшого размера — так называемых пакетов, которые передаются по сети в общем случае независимо друг от друга (дейтаграммы) либо последовательно друг за другом по виртуальным соединениям. Узел-приёмник из пакетов собирает сообщение. В таких сетях по одной физической линии связи могут обмениваться данными много узлов.

## Основные принципы
При коммутации пакетов все передаваемые пользователем цифровые данные разбиваются передающим узлом на небольшие (до нескольких килобайт) части — пакеты (англ. packet). Каждый пакет оснащается заголовком, в котором указывается, как минимум, адрес узла-получателя и номер пакета. Передача пакетов по сети происходит либо независимо друг от друга, тогда пакеты называют дейтаграммами (datagram), а режим индивидуальной коммутации пакетов — дейтаграммным режимом, либо по виртуальным соединениям, то есть в режиме, «ориентированном на соединения» (англ. Connection-oriented communication). Коммутаторы такой сети имеют внутреннюю буферную память для временного хранения пакетов, что позволяет сглаживать пульсации трафика на линиях связи между коммутаторами.
Достоинства коммутации пакетов
1. Эффективность использования пропускной способности, особенно при переменной интенсивности нагрузки (пульсирующем трафике).
2. При перегрузке сети отсутствуют отказы в обслуживании с сообщением «сеть занята»: в этом случае сеть снижает всем или нескольким абонентам скорость передачи.
3. Абонент, использующий свой канал не полностью, фактически отдаёт пропускную способность сети остальным абонентам[2].

Недостатки коммутации пакетов
1. Коммутацию пакетов способно осуществлять только сложное устройство; без микропроцессорной техники пакетную сеть наладить практически невозможно.
2. Пропускная способность расходуется на передачу технических данных (служебной информации).
3. Задержки доставки, в том числе переменные, из-за того, что при занятости исходящего канала пакет может ждать своей очереди в коммутаторе.

Сеть с коммутацией пакетов отличается от сети с коммутацией каналов тем, что с определённой вероятностью может замедлять процесс взаимодействия каждой конкретной пары узлов, поскольку их пакеты могут ожидать в коммутаторах, пока передадутся другие пакеты. Это особенно критично для служб, работающих в реальном масштабе времени (аудио, видео). Однако общая эффективность (объем передаваемых данных в единицу времени) при коммутации пакетов будет выше, чем при коммутации каналов. Это связано с тем, что трафик каждого отдельного абонента носит пульсирующий характер, а пульсации разных абонентов в соответствии с законом больших чисел распределяются во времени, делая нагрузку более равномерной.

## Режимы без установления соединения и с установлением соединения
Коммутацию пакетов можно разделить на коммутацию пакетов без установления соединения, также известную как коммутация дейтаграмм, и коммутацию пакетов с установлением соединения, также известную как коммутация виртуальных каналов. Примерами систем без установления соединения являются Ethernet, Интернет-протокол (IP) и протокол дейтаграмм пользователя (UDP). Системы, ориентированные на соединение, включают X.25, Frame Relay, многопротокольную коммутацию по меткам (MPLS) и протокол управления передачей (TCP).
В режиме без установления соединения каждый пакет помечается адресом назначения, адресом источника и номерами портов. Также на нем может быть указан порядковый номер пакета. Эта информация задается в заранее установленном пути, чтобы помочь пакету найти свой путь к месту назначения, но означает, что требуется больше информации в заголовке пакета, который, следовательно, становится больше. Пакеты маршрутизируются индивидуально, иногда по разным путям, что приводит к нарушению порядка доставки. В месте назначения исходное сообщение может быть повторно собрано в правильном порядке на основе порядковых номеров пакетов. Таким образом, виртуальный канал, переносящий поток байтов, предоставляется приложению протоколом транспортного уровня, хотя сеть предоставляет только услугу сетевого уровня без установления соединения.
Передача с установлением соединения требует фазы настройки, чтобы установить параметры связи перед передачей любого пакета. Протоколы сигнализации, используемые для настройки, позволяют приложению выставлять свои требования и обнаруживать параметры канала. Допустимые значения параметров услуги могут быть согласованы. Передаваемые пакеты могут включать в себя идентификатор соединения, а не адресную информацию, а заголовок пакета может быть меньше, поскольку он должен содержать только этот код и информацию, такую как длина, временная метка или порядковый номер, которые отличаются для разных пакетов. В этом случае адресная информация передается каждому узлу только на этапе установки соединения, когда определяется маршрут к пункту назначения и добавляется запись в таблицу коммутации в каждом сетевом узле, через который проходит соединение. Когда используется идентификатор соединения, для маршрутизации пакета узел должен найти идентификатор соединения в таблице.
Протоколы транспортного уровня, ориентированные на установление соединения, такие как TCP, поддерживают услуги, ориентированные на установление соединения, с помощью базовой сети без установления соединений. В этом случае для реализации сквозного соединения необходимо, чтобы соответствующие функции выполняли конечные узлы такого соединения, а не сама сеть.

## Коммутация пакетов в сетях
Коммутация пакетов используется для оптимизации использования пропускной способности канала, доступной в цифровых телекоммуникационных сетях, таких как компьютерные сети, и минимизации задержки передачи (время, которое требуется для передачи данных по сети), а также для повышения надежности связи.
Коммутация пакетов используется в Интернете и большинстве локальных сетей. Интернет реализуется с помощью пакета Internet Protocol Suite с использованием различных технологий канального уровня. Например, распространены Ethernet и Frame Relay. Новые технологии мобильных телефонов (например, GSM, LTE) также используют коммутацию пакетов. Коммутация пакетов связана с сетями без установления соединения, поскольку в этих системах не требуется заключать соглашение о соединении между взаимодействующими сторонами до обмена данными.
В X.25 широко используется коммутация пакетов, поскольку, несмотря на то, что он основан на методах коммутации пакетов, он предоставляет пользователю виртуальные каналы. Эти виртуальные каналы несут пакеты переменной длины. В 1978 году X.25 предоставил первую международную коммерческую сеть с коммутацией пакетов, International Packet Switched Service (IPSS). Асинхронный режим передачи (ATM) также представляет собой технологию виртуальных каналов, в которой используется коммутация пакетов, ориентированная на ретрансляцию ячеек фиксированной длины.
Такие технологии, как многопротокольная коммутация по меткам (MPLS) и протокол резервирования ресурсов (RSVP), создают виртуальные каналы поверх сетей дейтаграмм. MPLS и его предшественники, а также ATM были названы технологиями «быстрых пакетов». MPLS действительно был назван «банкоматом без ячеек». Виртуальные каналы особенно полезны при создании надежных механизмов переключения при отказе и распределении полосы пропускания для чувствительных к задержкам приложений.

## Сети с коммутацией пакетов
Историю сетей с коммутацией пакетов можно разделить на три перекрывающиеся эпохи: ранние сети до появления X.25 и модели OSI, эпоха X.25, когда многие почтовые, телефонные и телеграфные компании использовали сети с интерфейсами X.25. , и эпоху Интернета.

### Ранние сети
Исследования коммутации пакетов в Национальной физической лаборатории (NPL) начались с предложения по глобальной сети в 1965 году [2] и локальной сети в 1966 году. [28] Финансирование ARPANET было обеспечено в 1966 году Робертом Тейлором, а планирование началось в 1967 году, когда он нанял Ларри Робертса. Сеть NPL, ARPANET и SITA HLN начали функционировать в 1969 году. До введения X.25 в 1973 году [29] было разработано около двадцати различных сетевых технологий. Два фундаментальных различия заключались в разделении функций и задач между узлами на границе сети и ядром сети. В системе дейтаграмм, работающей по сквозному принципу, хосты несут ответственность за обеспечение упорядоченной доставки пакетов. В системе виртуальных вызовов сеть гарантирует последовательную доставку данных на хост. Это приводит к упрощению интерфейса хоста, но усложняет сеть. Набор протоколов X.25 использует этот тип сети.

### AppleTalk
AppleTalk — это проприетарный набор сетевых протоколов, разработанный Apple в 1985 году для компьютеров Apple Macintosh. Это был основной протокол, используемый устройствами Apple в 1980-х и 1990-х годах. AppleTalk включал функции, которые позволяли устанавливать локальные сети без необходимости в централизованном маршрутизаторе или сервере. Система AppleTalk автоматически назначает адреса, обновляет распределенное пространство имен и настраивает любую требуемую межсетевую маршрутизацию. Это была система plug-n-play.
Реализации AppleTalk были также выпущены для IBM PC и совместимых устройств, а также для Apple IIGS. Поддержка AppleTalk была доступна в большинстве сетевых принтеров, особенно в лазерных принтерах, некоторых файловых серверах и маршрутизаторах. Поддержка AppleTalk была прекращена в 2009 г. и заменена протоколами TCP / IP.

### ARPANET
ARPANET была сетью-прародительницей Интернета и одной из первых сетей, наряду с SATNET ARPA, в которой работал пакет TCP / IP с использованием технологий коммутации пакетов.

### BNRNET
BNRNET — это сеть, разработанная Bell-Northern Research для внутреннего использования. Первоначально у него был только один хост, но он был разработан для поддержки многих хостов. Позже BNR внесла большой вклад в проект CCITT X.25.

### CYCLADES
Сеть с коммутацией пакетов CYCLADES была французской исследовательской сетью, разработанной и управляемой Луи Пузеном. Впервые продемонстрированный в 1973 году, он был разработан для изучения альтернатив раннему дизайну ARPANET и для поддержки сетевых исследований в целом. Это была первая сеть, которая использовала принцип сквозного соединения и возлагала ответственность за надежную доставку данных на хосты, а не на саму сеть. Концепции этой сети повлияли на более позднюю архитектуру ARPANET.

### DECnet
DECnet — это набор сетевых протоколов, созданный Digital Equipment Corporation, первоначально выпущенный в 1975 году для соединения двух мини-компьютеров PDP-11. Она превратилась в одну из первых архитектур одноранговой сети, превратив таким образом DEC в мощный сетевой центр в 1980-х годах. Первоначально построенный с тремя уровнями, он позже (1982 г.) превратился в семиуровневый сетевой протокол, совместимый с OSI. Протоколы DECnet были полностью разработаны Digital Equipment Corporation. Однако DECnet Phase II (и более поздние версии) были открытыми стандартами с опубликованными спецификациями, и несколько реализаций были разработаны вне DEC, в том числе для Linux.

### DDX-1
DDX-1 была экспериментальной сетью от Nippon PTT. Это смешанная коммутация и коммутация пакетов. На смену ему пришел DDX-2.

### EIN
Европейская сеть информатики (EIN), первоначально называвшаяся COST 11, была проектом, начавшимся в 1971 году для соединения сетей в Великобритании, Франции, Италии, Швейцарии и Евратоме. Шесть других европейских стран также участвовали в исследовании сетевых протоколов. Дерек Барбер руководил проектом, а Роджер Скантлбери возглавил технический вклад Великобритании; оба были из НПЛ. Работа началась в 1973 году, и он начал работать в 1976 году, включая узлы, соединяющие сеть NPL и CYCLADES. Транспортный протокол EIN был основой протокола, принятого Международной сетевой рабочей группой. EIN был заменен Euronet в 1979 году.

### EPSS
Экспериментальная служба с коммутацией пакетов (EPSS) была экспериментом почтового отделения Великобритании, основанным на протоколах цветной книги, определённых академическим сообществом Великобритании в 1975 году. Это была первая общедоступная сеть передачи данных в Великобритании, когда она начала функционировать в 1977 году. Ferranti поставил оборудование и программное обеспечение. Обработка сообщений управления каналом (подтверждения и управление потоком) отличалась от таковой в большинстве других сетей.

### GEIS
General Electric Information Services (GEIS), General Electric была крупным международным поставщиком информационных услуг. Первоначально компания проектировала телефонную сеть в качестве внутренней (хотя и общеконтинентальной) телефонной сети для голосовой связи.
В 1965 году по инициативе Warner Sinback сеть передачи данных, основанная на этой сети голосового телефона, была спроектирована для соединения четырёх компьютерных центров продаж и обслуживания GE (Скенектади, Нью-Йорк, Чикаго и Феникс), чтобы облегчить компьютерную службу разделения времени.
После выхода на международный уровень несколько лет спустя GEIS создала сетевой центр обработки данных около Кливленда, штат Огайо. О внутренних деталях их сети опубликовано очень мало. Дизайн был иерархическим с резервными линиями связи.

### IPSANET
IPSANET была получастной сетью, построенной I. P. Sharp Associates для обслуживания клиентов с разделением времени. Он вступил в строй в мае 1976 г.

### IPX / SPX
Межсетевой обмен пакетами (IPX) и последовательный обмен пакетами (SPX) — это сетевые протоколы Novell, основанные на протоколах IDP и SPP Xerox Network Systems соответственно. Они использовались в основном в сетях с использованием операционных систем Novell NetWare.

### NPL
В 1965 году Дональд Дэвис из Национальной физической лаборатории (Великобритания) разработал и предложил национальную сеть передачи данных, основанную на коммутации пакетов. Предложение не было принято на национальном уровне, но к 1967 году экспериментальный эксперимент продемонстрировал возможность создания сетей с коммутацией пакетов.
К 1969 году Дэвис начал строить сеть с коммутацией пакетов Mark I, чтобы удовлетворить потребности многопрофильной лаборатории и испытать технологию в рабочих условиях. В 1976 году были подключены 12 компьютеров и 75 оконечных устройств, и ещё больше было добавлено, пока сеть не была заменена в 1986 году. NPL, за которой последовала ARPANET, были первыми двумя сетями, в которых использовалась коммутация пакетов, и были соединены между собой в начале 1970-х.

### OCTOPUS
Octopus был локальной сетью Ливерморской национальной лаборатории Лоуренса. Он подключал различные хосты в лаборатории к интерактивным терминалам и различным компьютерным периферийным устройствам, включая систему массового хранения.

### Philips Research
Исследовательские лаборатории Philips в Редхилле, графство Суррей, разработали сеть с коммутацией пакетов для внутреннего использования. Это была сеть дейтаграмм с одним узлом коммутации.

### PUP
Универсальный пакет PARC (PUP или Pup) был одним из двух первых наборов межсетевых протоколов; он был создан исследователями Xerox PARC в середине 1970-х годов. Весь набор обеспечивает маршрутизацию и доставку пакетов, а также функции более высокого уровня, такие как надежный поток байтов, а также многочисленные приложения. Дальнейшие разработки привели к появлению Xerox Network Systems (XNS).

### RCP
RCP была экспериментальной сетью, созданной французской PTT. Он использовался для получения опыта работы с технологией коммутации пакетов до того, как спецификация TRANSPAC была заморожена. RCP был сетью виртуальных каналов в отличие от CYCLADES, основанной на дейтаграммах. RCP делает упор на соединение терминал-хост и терминал-терминал; CYCLADES заботился о связи между хостами. TRANSPAC был представлен как сеть X.25. RCP повлиял на спецификацию X.25.

### RETD
Red Especial de Transmisión de Datos — это сеть, разработанная Compañía Telefónica Nacional de España. Она заработала в 1972 году и стала первой сетью общего пользования.

### SCANNET
«Экспериментальная скандинавская телекоммуникационная сеть SCANNET с коммутацией пакетов была реализована в скандинавских технических библиотеках в 1970-х годах и включала в себя первый скандинавский электронный журнал Extemplo. Библиотеки также были одними из первых в университетах, в которых в начале 1980-х годов были установлены микрокомпьютеры для общественного использования».

### SITA HLN
SITA — это консорциум авиакомпаний. Его сеть высокого уровня начала функционировать в 1969 году примерно в то же время, что и ARPANET. Он передавал интерактивный трафик и трафик коммутации сообщений. Как и во многих неакадемических сетях, об этом было опубликовано очень мало.

### Системная сетевая архитектура
Системная сетевая архитектура (SNA) — это проприетарная сетевая архитектура IBM, созданная в 1974 году. Заказчик IBM мог приобрести оборудование и программное обеспечение у IBM и арендовать частные линии у общего оператора для построения частной сети.